# نیمتشانی
نیمتشانی (به چکی: Němčany) یک منطقهٔ مسکونی در جمهوری چک است که در ناحیه ویشکوو واقع شده‌است. نیمتشانی ۶٫۹۸ کیلومتر مربع مساحت و ۷۱۲ نفر جمعیت دارد و ۲۳۰ متر بالاتر از سطح دریا واقع شده‌است.